# Prefecto de La Libertad
El cargo de prefecto del departamento de La Libertad fue un cargo político que surgió en el Perú en el comienzo de la época republicana, con sede en la ciudad de Trujillo. Su antecedente inmediato fue el cargo de presidente del departamento de Trujillo, creado en 1821, en plena época de la emancipación y en reemplazo del antiguo cargo virreinal de intendente de Trujillo. Luego se impuso el nombre de prefecto, y en 1824 asumió como tal el entonces coronel Luis José de Orbegoso.
En 1825, bajo la dictadura de Bolívar, el departamento adoptó el nombre de La Libertad.

## Funciones
Era el jefe político del departamento de La Libertad, y como tal, miembro del poder ejecutivo. Se encargaba de hacer ejecutar las leyes y las sentencias judiciales, y de la conservación del orden público. Bajo su autoridad estaban los subprefectos o jefes políticos de las provincias. La duración estimada de este cargo era de entre uno a cuatro años. Fue desactivado en el 2001.

## Lista de Prefectos
Fuente: Itinerario de distancias del departamento de la Libertad (1916).
| Nombre                         | Inicio | Término    |
| ------------------------------ | ------ | ---------- |
| Luis José de Orbegoso          | 1824   | 1825       |
| Gregorio Luna                  | 1825   | 1826       |
| Pablo Diéguez de Florencia     | 1826   | 1829       |
| Juan Pardo de Zela             | 1829   | 1829       |
| Remigio Silva                  | 1829   | 1833       |
| José María Lizarzaburu         | 1833   | 1833       |
| Francisco de Vidal             | 1833   | 1834       |
| José María Lizarzaburu         | 1834   | 1834       |
| José Villa                     | 1834   | 1835       |
| Vicente León                   | 1835   | 1835       |
| Juan Pardo de Zela             | 1835   | 1838       |
| José María Lizarzaburu         | 1838   | 1841       |
| Mariano Cabada                 | 1841   | 1841       |
| Joaquín Torrico                | 1841   | 1842       |
| José María Lizarzaburu         | 1842   | 1843       |
| Juan Antonio Pezet             | 1843   | 1843       |
| Pedro Belevan                  | 1843   | 1844       |
| José Bernardo Goiburu          | 1844   | 1844       |
| Juan Manuel Iturregui          | 1844   | 1845       |
| José Antonio Cabrera           | 1845   | 1846       |
| Pedro Bermúdez                 | 1846   | 1846       |
| José Dávila Condemarín         | 1846   | 1846       |
| Carlos Delgado                 | 1846   | 1847       |
| Pedro Bermúdez                 | 1847   | 1847       |
| Baltazar Caravedo              | 1847   | 1848       |
| Antonio Gutiérrez de la Fuente | 1848   | 1849       |
| Mariano de Sierra              | 1849   | 1849       |
| Manuel Freyre                  | 1849   | 1851       |
| Antonio Gutiérrez de la Fuente | 1851   | 1852       |
| Juan Manuel Iturregui          | 1852   | 1853       |
| Juan Esteban Ganoza (Interino) | 1853   | 1853       |
| Juan Manuel Iturregui          | 1853   | 1854       |
| José Allende                   | 1854   | 1855       |
| Joaquín Torrico                | 1855   | 1855       |
| Juan Manuel Diez Canseco       | 1855   | 1856       |
| Domingo Casanova               | 1856   | 1856       |
| José Bernardo Goyburu          | 1856   | 1857       |
| Antonio Gutiérrez de la Fuente | 1857   | 1857       |
| Ramón López de Lavalle         | 1857   | 1859       |
| Vicente González Pinillos      | 1859   | 1860       |
| Manuel Suárez                  | 1860   | 1862       |
| Juan Manuel Iturregui          | 1862   | 1863       |
| Toribio Larraondo              | 1863   | 1864       |
| Juan Manuel Iturregui          | 1864   | 1865       |
| Nemecio Orbegoso               | 1865   | 1867       |
| Bruno Bueno                    | 1867   | 1867       |
| José Zavala                    | 1867   | 1867       |
| José Ampuero                   | 1867   | 1867       |
| José Bernardo Goyburu          | 1867   | 1868       |
| José Félix Ganoza              | 1868   | 1868       |
| Francisco de Paula Secada      | 1868   | 1869       |
| Vicente González Pinillos      | 1869   | 1870       |
| Aníbal Víctor de la Torre      | 1870   | 1872       |
| Nicolás Rebaza                 | 1872   | 1872       |
| Guillermo Eloy Orbegoso        | 1872   | 1873       |
| Manuel Velarde Seoane          | 1873   | 1873       |
| Ignacio Montero                | 1873   | 1874       |
| Manuel Carrillo y Ariza        | 1874   | 1875       |
| Amaro G. Tizón                 | 1875   | 1879       |
| Carlos Ferreyros               | 1879   | 1879       |
| Miguel Valle Riestra           | 1879   | 1879       |
| Jesús Elías                    | 1879   | 1880       |
| Adolfo Salmón                  | 1880   | 1880       |
| Juan Pío Lanfranco             | 1880   | 1880       |
| Eduardo Dávila                 | 1880   | 1882       |
| Justiniano Borgoño             | 1882   | 1883       |
| José Santos Aduvire            | 1883   | 1883       |
| José Antonio Alarco            | 1883   | 1884       |
| Wenceslao Espejo               | 1884   | 1885       |
| Hernán Pablo de Vivero         | 1884   | 1884       |
| Tomás Ganoza                   | 1884   | 1884       |
| Maximiliano Frías              | 1884   | 1884       |
| Gregorio Miro Quesada          | 1884   | 1884       |
| Maximiliano Frías              | 1884   | 1884       |
| Gregorio Relayze               | 1884   | 1885       |
| Mariano Ganoza                 | 1885   | 1885       |
| Juan N. Vargas Quintanilla     | 1885   | 1885       |
| Miguel Valle Riestra           | 1885   | 1887       |
| Federico Abril                 | 1887   | 1892       |
| Nicanor Gonzales               | 1892   | 1892       |
| José Sánchez Lagomarsino       | 1892   | 1894       |
| Lizardo Revollé                | 1894   | 1895       |
| José María de la Puente        | 1895   | 1898       |
| Fernando Luis Ganoza           | 1898   | 1899       |
| Eduardo Gonzales Orbegoso      | 1899   | 1900       |
| Alejandro Coronel Zegarra      | 1900   | 1900       |
| José Antonio Delfín            | 1900   | 1901       |
| Óscar Grau                     | 1901   | 1902       |
| Domingo J. Parra               | 1902   | 1902       |
| Federico Palacios              | 1902   | 1903       |
| Pedro E. Muñiz                 | 1903   | 1903       |
| Lino Velarde                   | 1903   | 1905       |
| Carlos Zapata                  | 1905   | 1906       |
| Carlos Aureo Velarde           | 1906   | 1908       |
| Jorge García Irigoyen          | 1908   | 1910       |
| César Gonzales                 | 1910   | 1912       |
| Pedro J. Carrión               | 1912   | 1913       |
| Edilberto Velarde La Barrera   | 1913   | 1914       |
| Jorge Álvarez Saez             | 1914   | 1914       |
| Pablo T. Salmón                | 1914   | 1915       |
| Edilberto Velarde La Barrera   | 1915   | 1916       |
| Carolina Velasco Nalvarte      | 2020   | 2021       |
| Pablo Ruiz Contreras Velarde   | 2021   | 2022       |
| Carolina Velasco Nalvarte      | 2023   | Actualidad |